# Klas Aspling
Klas Aspling is een Zweeds ijshockeyspeler die speelt voor Falu HC (Falun, Zweden). Hij woont samen met de Zweedse hordenloopser Susanna Kallur in Falun.